# Neosisyphus paschalidisae
Neosisyphus paschalidisae är en skalbaggsart som beskrevs av Yves Cambefort 1984. Neosisyphus paschalidisae ingår i släktet Neosisyphus och familjen bladhorningar. Inga underarter finns listade i Catalogue of Life.